# パイロットスイッチ
パイロットスイッチは、照明スイッチの一種。

## 概要
機器に通電している際に点灯するパイロットランプが一体化しているスイッチを指す。消し忘れを防止する効果がある。東芝ライテックでは「オンピカスイッチ」の呼称を用いている。パナソニックや東芝ライテックの製品では赤色系のランプが使用されている。建築図面では、スイッチを示す黒丸の右上に「L」と記載する。
関連するスイッチとして、非通電時(機器がオフの際)にランプが点灯するスイッチ(Panasonicの「ほたるスイッチ」、東芝ライテックの「オフピカスイッチ」)がある。